# Amerić

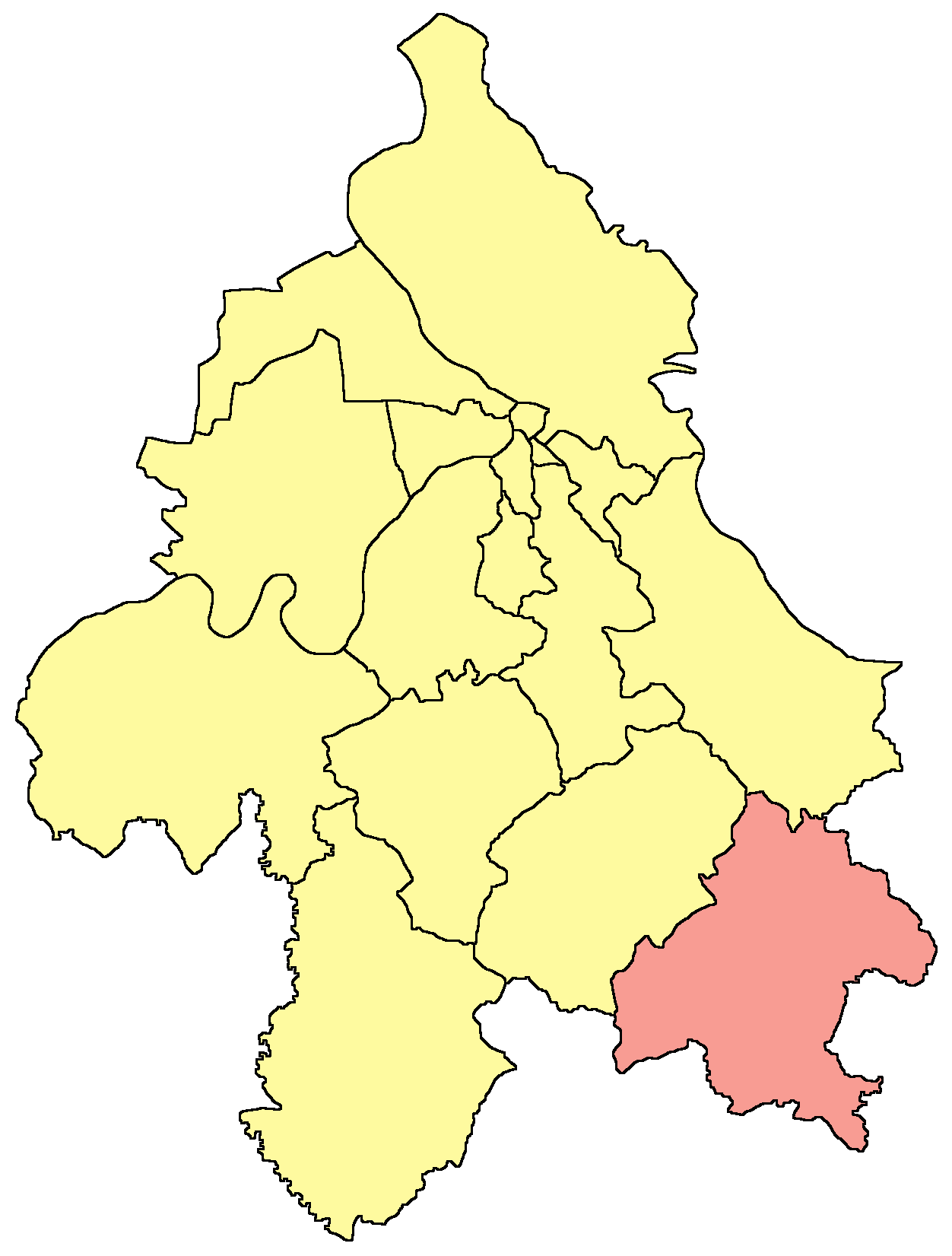
Localisation de la municipalité de Mladenovac dans la Ville de Belgrade

Amerić (en serbe cyrillique : Амерић) est un village de Serbie situé dans la municipalité de Mladenovac et sur le territoire de la Ville de Belgrade. Au recensement de 2011, il comptait 825 habitants.
Amerić est situé sur les pentes orientales du mont Kosmaj.

## Démographie

### Évolution historique de la population
| 1948  | 1953  | 1961  | 1971 | 1981 | 1991 | 2002 | 2011 |
| ----- | ----- | ----- | ---- | ---- | ---- | ---- | ---- |
| 1 032 | 1 039 | 1 008 | 925  | 882  | 866  | 827  | 825  |

|  |